# Rhizogonium mikawaense
Rhizogonium mikawaense là một loài rêu trong họ Rhizogoniaceae. Loài này được Takaki mô tả khoa học đầu tiên năm 1949.
Danh pháp khoa học của loài này chưa được làm sáng tỏ. 